# Pasaporte sueco
El pasaporte sueco es el documento oficial, emitido por el gobierno del Reino de Suecia, que identifica al nacional sueco ante las autoridades de otros países, permitiendo la anotación de entrada y salida a través de puertos, aeropuertos y vías de acceso internacionales. Permite también contener los visados de autorización de entrada. El pasaporte permite los derechos de libre circulación y residencia en cualquiera de los estados del Espacio Económico Europeo, así como en Suiza. Los ciudadanos suecos son también ciudadanos de la Unión Europea.
El pasaporte sueco tiene el símbolo biométrico estándar estampado bajo el escudo de armas y usa el diseño estándar de la Unión Europea. Los pasaportes diplomáticos son azules oscuros, con las palabras "DIPLOMATPASS" (Español: Pasaporte diplomático) y "SVERIGE" (Español: Suecia).

## Apariencia física y datos contenidos
Los pasaportes suecos emitidos desde el 1 de octubre de 2005 son rojos borgoña, con las palabras "EUROPEISKA UNIONEN" (Español: Unión Europea), "SVERIGE" (Español: Suecia) y "PASS" (Español: Pasaporte) inscritas en la parte superior de la portada, y el escudo sueco de Armas Menores estampado en la parte inferior de la portada. El pasaporte sueco tiene el símbolo biométrico estándar estampado bajo el escudo de armas y usa el diseño estándar de la Unión Europea. Los pasaportes diplomáticos son azules oscuros, con las palabras "DIPLOMATPASS" (Español: Pasaporte diplomático) y "SVERIGE" (Español: Suecia).

### Página de información sobre la identidad
El pasaporte sueco incluye los siguientes datos impresos:
- Foto del titular del pasaporte (3.5x4.5 cm)

- Tipo (P)
- Código (SWE)
- Número de pasaporte
- Apellido
- Nombres
- Nacionalidad
- Identificación Personal
- Fecha de Nacimiento
- Altura
- Sexo
- Fecha de expedición
- Fecha de caducidad
- Lugar de nacimiento
- Autoridad
- Firma del titular

La página de información termina con la Zona de Lectura Mecánica que comienza con P<SWE. Además de esto el pasaporte también cuenta con protecciones impresas para facilitar la detección visual de intentos de falsificación.

### Idiomas
La página de datos/información está impresa en sueco e inglés, con traducción a otras lenguas oficiales de la Unión Europea en otras partes del documento. La página que contiene la guía para comprobar las características de seguridad de la página de datos está impresa solo en inglés.

## Requisitos de identificación
La solicitud se realiza en las oficinas de pasaportes (situadas en las comisarías de policía) o en las embajadas. El solicitante debe presentarse en persona y allí se le tomará la foto. Al hacer la solicitud se necesita la identificación del solicitante. Esto se hace:
- Mostrando un pasaporte sueco válido (no temporal), el documento nacional de identidad sueco, el permiso de conducir sueco, la tarjeta de identificación de la Agencia Tributaria sueca o una tarjeta de identificación según el estándar SIS.

La persona que no posea ninguno de estos documentos de identidad deberá llevar a una persona que responda por la identidad, que tenga al menos 18 años, que posea uno de los documentos anteriores y que sea uno de los siguientes:
- Marido, esposa, alguien que viva en el mismo domicilio, padre, abuelo, hijo propio, hermano, padre adoptivo o equivalente, empleador desde hace al menos un año o un funcionario de una autoridad que conozca a la persona por su trabajo.

Estos requisitos son similares al procedimiento para otros documentos de identidad suecos. No hay límite de edad para obtener el pasaporte, pero los menores de 18 años deben ir acompañados de su tutor (preferiblemente ambos) en la solicitud.

## Visados
En 2018, los suecos tenían acceso sin visa o con visa a la llegada a 175 estados y territorios, lo que sitúa al pasaporte sueco en la tercera posición.

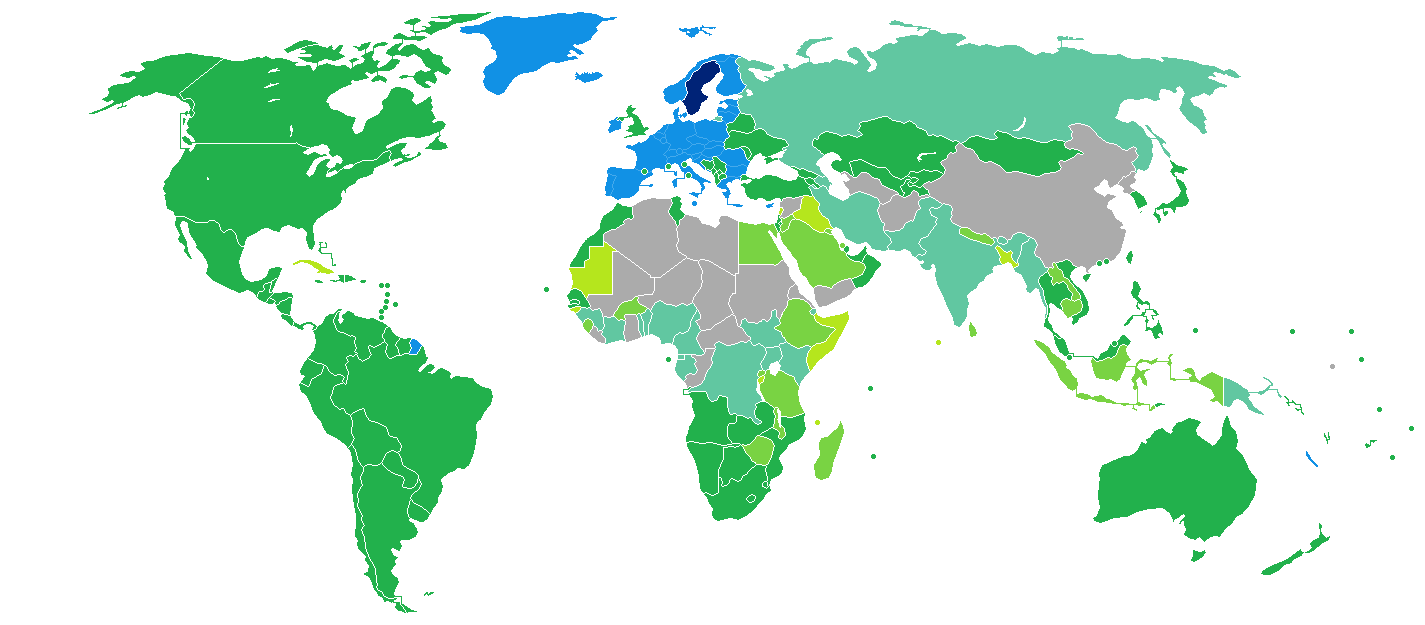
Suecia
Libre movimiento
No requiere visa
Visa a la llegada
eVisa
Visa disponible tanto a la llegada como en línea
Se requiere visa antes de la llegada